# Tygh Valley
Tygh Valley és una concentració de població designada pel cens dels Estats Units a l'estat d'Oregon. Segons el cens del 2000 tenia 224 habitants.

## Demografia
Segons el cens del 2000, Tygh Valley tenia 224 habitants, 97 habitatges, i 67 famílies. La densitat de població era de 22,9 habitants per km².
Dels 97 habitatges en un 22,7% hi vivien nens de menys de 18 anys, en un 54,6% hi vivien parelles casades, en un 10,3% dones solteres, i en un 29,9% no eren unitats familiars. En el 27,8% dels habitatges hi vivien persones soles el 13,4% de les quals corresponia a persones de 65 anys o més que vivien soles. El nombre mitjà de persones vivint en cada habitatge era de 2,31 i el nombre mitjà de persones que vivien en cada família era de 2,79.
Per edats la població es repartia de la següent manera: un 21,4% tenia menys de 18 anys, un 4% entre 18 i 24, un 20,5% entre 25 i 44, un 31,3% de 45 a 60 i un 22,8% 65 anys o més.
L'edat mediana era de 47 anys. Per cada 100 dones de 18 o més anys hi havia 102,3 homes.
La renda mediana per habitatge era de 24.167 $ i la renda mediana per família de 24.688 $. Els homes tenien una renda mediana de 29.375 $ mentre que les dones 11.750 $. La renda per capita de la població era de 14.255 $. Aproximadament el 23,5% de les famílies i el 22,1% de la població estaven per davall del llindar de pobresa.

## Poblacions més properes
El següent diagrama mostra les poblacions més properes.